# Jane Grey
Jane Grey (meglio nota come Lady Jane; Bradgate Park, ottobre 1537 – Londra, 12 febbraio 1554) è stata, ufficiosamente, la regina d'Inghilterra e d'Irlanda per soli nove giorni, dal 10 al 19 luglio 1553, e pertanto nota come la regina dei nove giorni.
In quanto figlia di lady Frances Brandon, a sua volta figlia della principessa Maria Tudor (sorella del re Enrico VIII), e di Henry Grey, era pronipote di Enrico VIII e quarta nella linea di successione al trono inglese, dopo i cugini di primo grado per parte di madre Edoardo VI, Maria I ed Elisabetta I.
Era discendente della regina Elisabetta Woodville sia per parte paterna sia per parte materna, poiché uno dei bisnonni paterni era Thomas Grey (figlio di primo letto di Elisabetta Woodville), mentre una bisnonna materna era Elisabetta di York (figlia di Elisabetta Woodville ed Edoardo IV). 
Proclamata regina alla morte di Edoardo VI per volontà dei protestanti di corte al posto della cattolica Maria I, figlia di Enrico VIII, fu quasi immediatamente deposta e imprigionata proprio da Maria, poi salita al trono, tanto che il suo regno non è ufficialmente riconosciuto negli annali canonici. Dopo qualche mese di detenzione, fu giustiziata per tradimento insieme a suo marito e ad altri responsabili della sua proclamazione. 

## Biografia

### Infanzia

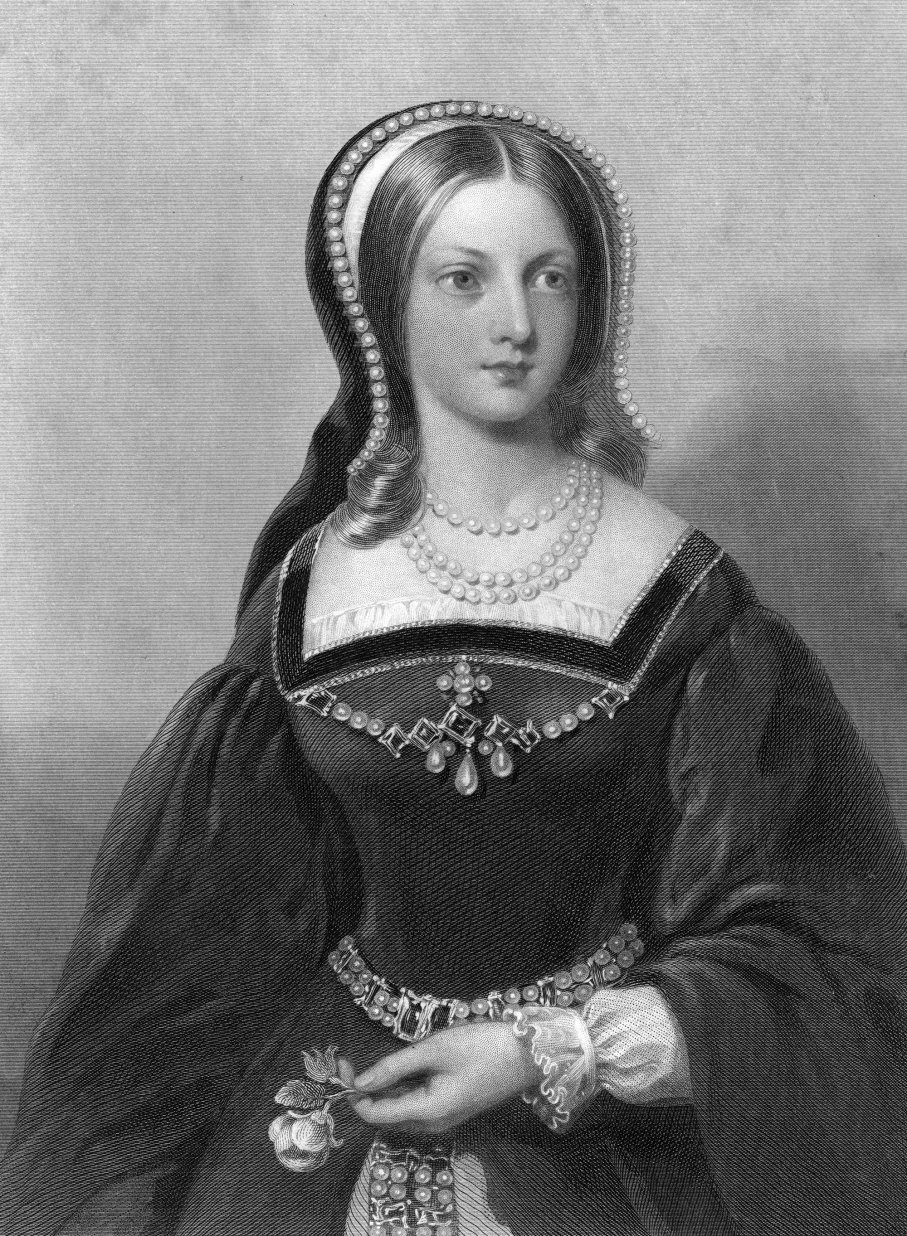
Jane in giovane età

Fin dalla sua infanzia, Jane fu al centro delle ambizioni dei genitori, che avrebbero voluto vederla sul trono d'Inghilterra per ottenere più influenza. Nel 1546 fu mandata a corte come dama di compagnia di Caterina Parr, sesta moglie del re. L'anno dopo, con la morte di Enrico VIII, l'ascesa al trono di Edoardo VI d'Inghilterra e il nuovo matrimonio di Caterina Parr con il lord ammiraglio Thomas Seymour, Jane si trasferì a Whitehall dove, sotto la tutela della regina vedova, si dedicò allo studio, assieme alle cugine Maria ed Elisabetta.

### Intrigo di Thomas Seymour

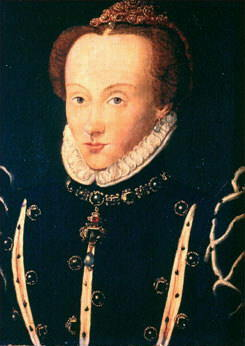
Ritratto di Jane Grey del 1553, conservato nel Museo privato-Casa Eva Klabin

Nel 1548, Jane, a soli dodici anni, fu vittima della brama di potere di Thomas Seymour. Costui, fratello del consigliere di Edoardo, si fece dare l'affidamento di Jane da Henry Grey, per mettere in atto un suo progetto: meditava di far sposare Edoardo e Jane, scalzare il fratello dalla carica di consigliere e approfittare della giovane età del re e della sua possibile consorte per governare al posto loro. Il piano fallì e, nel gennaio 1549, Thomas Seymour tentò di prendere in ostaggio il nipote con una brusca irruzione negli appartamenti reali ma fu subito fermato e condannato a morte per tradimento. Nel frattempo, Henry Grey e Frances Brandon ripresero Jane, per evitare di essere accusati anche loro dello stesso reato.

### Testamento di Enrico VIII
Il testamento di Enrico VIII prevedeva che se il figlio Edoardo VI fosse morto senza prole, e così anche le sorelle di questi, Maria e Elisabetta, il trono d'Inghilterra sarebbe dovuto passare a discendenti inglesi, non stranieri.
Delle sorelle di Enrico VIII, la maggiore, Margherita, aveva sposato lo scozzese Giacomo IV Stuart, mentre la minore, Maria, l'inglese Charles Brandon. Dunque gli eredi di Margherita, in quanto stranieri (perché la Scozia non faceva parte del dominio inglese), non avrebbero potuto ambire alla successione. Quelli di Maria, cioè le sorelle Jane Grey, Catherine Grey e Mary Grey, figlie di Frances Brandon (figlia di Maria e Charles Brandon), sarebbero stati invece i possibili aspiranti al trono.

### Matrimonio
Nel 1553 i genitori di Jane decisero di far sposare la figlia con Guilford Dudley, rampollo di John Dudley, I duca di Northumberland, nuovo consigliere di Edoardo VI. Il matrimonio, architettato dal duca, aveva il preciso obiettivo di garantire ad entrambe le famiglie maggior potere, poiché John Dudley stava cercando di convincere il giovane re a designare come successore la cugina Jane, ignorando il testamento di suo padre, che designava Maria come erede di Edoardo, nel caso questi fosse morto senza figli. Il 25 maggio 1553 Jane Grey e Guilford Dudley si sposarono; ma il loro fu un matrimonio male assortito, a causa dei loro caratteri differenti. Le nozze furono consumate soltanto un mese dopo. Successivamente, il rapporto tra Jane e Guilford si ammorbidì e i due cominciarono ad affezionarsi l'uno all'altra, pur continuando a dormire in camere separate.

### Regina per nove giorni
Nello stesso anno morì Edoardo VI, dopo aver designato come futura sovrana la cugina Jane. Quando i genitori, il suocero e il marito comunicarono a Jane la notizia, la giovane si rifiutò di diventare regina, affermando che la legittima erede di Edoardo era Maria (figlia di Enrico VIII e di Caterina d'Aragona). Ma John Dudley, facendo leva sui sentimenti religiosi di Jane, la convinse ad accettare il trono per mantenere la fede anglicana in Inghilterra che, con Maria, sarebbe stata sostituita dalla fede cattolica. Allora Jane accettò la corona, ma regnò per soli nove giorni. Infatti Maria, che godeva del consenso popolare, fu dichiarata legittima sovrana d'Inghilterra, depose Jane e la fece imprigionare, assieme al consorte, nella Torre di Londra, mentre il suocero, John Dudley, venne decapitato.

### Morte

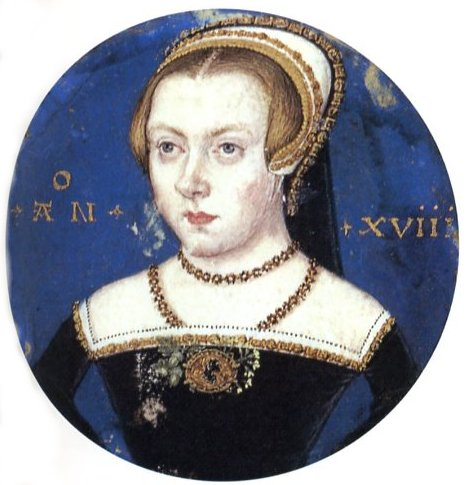
La regina Jane in una miniatura cinquecentesca di Levina Teerlinc

Dopo otto mesi di carcere, Maria firmò la condanna a morte di Jane e Guilford, per evitare una sommossa protestante. L'esecuzione avvenne nel febbraio 1554: dapprima fu decapitato Guilford, poi Jane.
Quando Jane salì sul patibolo chiese perdono per aver offeso Maria, pur proclamandosi innocente; quando le misero la benda sugli occhi, non riuscì a trovare il ceppo sul quale appoggiare la testa, suscitando la compassione dei presenti, tanto che John Feckenham, decano della cattedrale di San Paolo, con il quale Jane, durante la prigionia, aveva avuto una costruttiva conversazione sulla fede riformata, la aiutò ad appoggiare la testa sul ceppo. Questo dettaglio fu poi ripreso da Paule Delaroche in un suo noto quadro del 1833. 

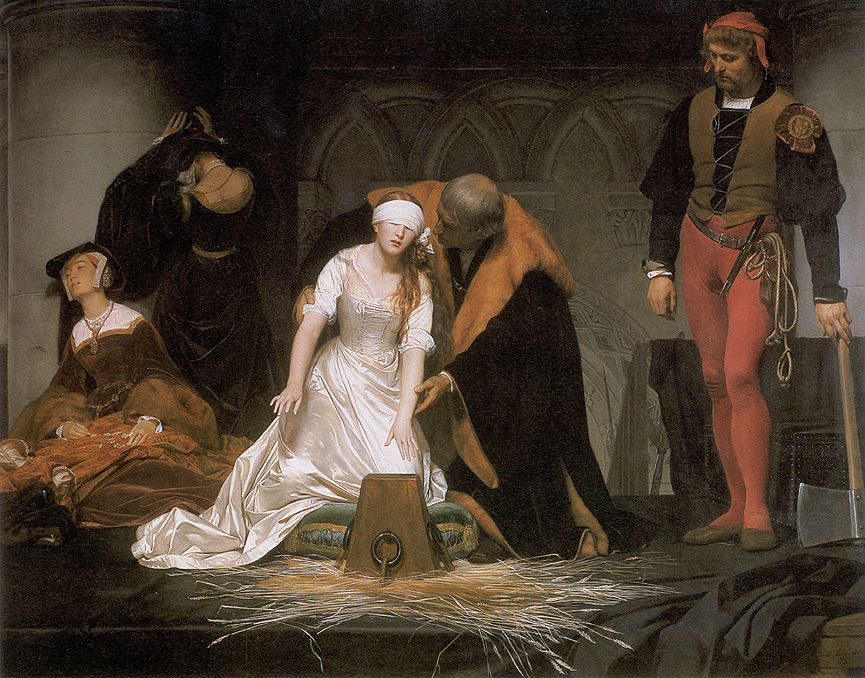
Paul Delaroche. L'esecuzione di Lady Jane Grey nella Torre di Londra nell'anno 1554, 1833. Londra, National Gallery

Così Lady Jane Grey fu decapitata e sepolta prima in una tomba anonima, poi, nel 1876, per decisione della regina Vittoria, nella cappella reale della chiesa di San Pietro ad Vincula, accanto alle spoglie di Anna Bolena e Caterina Howard. Intanto Maria I d'Inghilterra (detta "la Cattolica" ma anche "la Sanguinaria"), legittima regina, si sposò con Filippo II di Spagna.

## Ascendenza
|                                    |                     |                          | Genitori                 |  |  | Nonni |  |  | Bisnonni    |  |  | Trisnonni |  |
|                                    |                     |                          |                          |  |  |       |  |  | Thomas Grey |  |  | John Grey |  |
|                                    |                     |                          |                          |  |  |       |  |  | Thomas Grey |  |  | John Grey |  |
|                                    |                     | Elisabetta Woodville     |                          |  |  |       |  |  | Thomas Grey |  |  |           |  |
| Thomas Grey                        |                     |                          |                          |  |  |       |  |  | Thomas Grey |  |  |           |  |
|                                    |                     | Cecily Bonville          | William Bonville         |  |  |       |  |  |             |  |  |           |  |
|                                    |                     | Cecily Bonville          | William Bonville         |  |  |       |  |  |             |  |  |           |  |
|                                    |                     | Cecily Bonville          | Katherine Neville        |  |  |       |  |  |             |  |  |           |  |
| Henry Grey                         |                     | Cecily Bonville          |                          |  |  |       |  |  |             |  |  |           |  |
|                                    |                     | Robert Wotton            | Nicholas Wotton          |  |  |       |  |  |             |  |  |           |  |
|                                    |                     | Robert Wotton            | Nicholas Wotton          |  |  |       |  |  |             |  |  |           |  |
|                                    |                     | Robert Wotton            | Elizabeth Bamburgh       |  |  |       |  |  |             |  |  |           |  |
| Margaret Wotton                    |                     | Robert Wotton            |                          |  |  |       |  |  |             |  |  |           |  |
|                                    |                     | Anne Belknap             | Henry Belknap            |  |  |       |  |  |             |  |  |           |  |
|                                    |                     | Anne Belknap             | Henry Belknap            |  |  |       |  |  |             |  |  |           |  |
|                                    |                     | Anne Belknap             | Margaret Knollys         |  |  |       |  |  |             |  |  |           |  |
| Jane Grey                          |                     | Anne Belknap             |                          |  |  |       |  |  |             |  |  |           |  |
|                                    | Sir William Brandon | Sir William Brandon      |                          |  |  |       |  |  |             |  |  |           |  |
|                                    | Sir William Brandon | Sir William Brandon      |                          |  |  |       |  |  |             |  |  |           |  |
|                                    | Sir William Brandon | Elizabeth Wingfield      |                          |  |  |       |  |  |             |  |  |           |  |
| Charles Brandon, I duca di Suffolk | Sir William Brandon |                          |                          |  |  |       |  |  |             |  |  |           |  |
|                                    |                     | Elizabeth Bruyn          | Henry Bruyn              |  |  |       |  |  |             |  |  |           |  |
|                                    |                     | Elizabeth Bruyn          | Henry Bruyn              |  |  |       |  |  |             |  |  |           |  |
|                                    |                     | Elizabeth Bruyn          | Elizabeth Darcy          |  |  |       |  |  |             |  |  |           |  |
| Frances Brandon                    |                     | Elizabeth Bruyn          |                          |  |  |       |  |  |             |  |  |           |  |
|                                    |                     | Enrico VII d'Inghilterra | Edmondo Tudor            |  |  |       |  |  |             |  |  |           |  |
|                                    |                     | Enrico VII d'Inghilterra | Edmondo Tudor            |  |  |       |  |  |             |  |  |           |  |
|                                    |                     | Enrico VII d'Inghilterra | Margaret Beaufort        |  |  |       |  |  |             |  |  |           |  |
| Maria Tudor                        |                     | Enrico VII d'Inghilterra |                          |  |  |       |  |  |             |  |  |           |  |
|                                    |                     | Elisabetta di York       | Edoardo IV d'Inghilterra |  |  |       |  |  |             |  |  |           |  |
|                                    |                     | Elisabetta di York       | Edoardo IV d'Inghilterra |  |  |       |  |  |             |  |  |           |  |
|                                    |                     | Elisabetta di York       | Elisabetta Woodville     |  |  |       |  |  |             |  |  |           |  |
|                                    |                     | Elisabetta di York       |                          |  |  |       |  |  |             |  |  |           |  |

## Lady Jane Grey nella cultura

### Letteratura

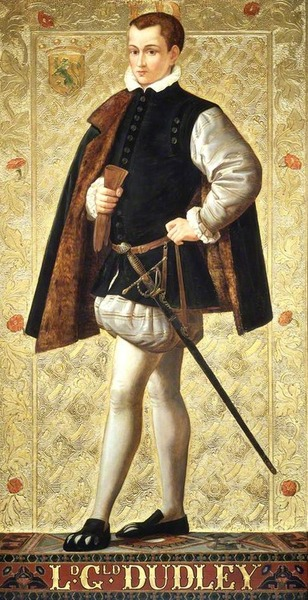
Lord Guilford Dudley

- Lady Jane Grey è la protagonista del dramma storico di John Webster e Thomas Dekker Sir Thomas Wyatt (1602)
- Il poeta Edward Young nel 1714 scrisse un poemetto sulla vicenda di Lady Jane: Giovanna Gray o L'amor vinto o Il Trionfo della Religione sopra l'Amore.[3]
- Philippa Gregory, L'ultima Tudor, traduzione di Marina Deppisch, Segrate, Sperling & Kupfer, 2020, ISBN 8893429802.

### Cinema
| Anno | Film | Attore               | Note                 |
| ---- | --- | -------------------- | -------------------- |
| 1911 | Regina per quindici giorni                                                                                          | sconosciuta          | Cortometraggio       |
| 1923 | Lady Jane Grey; Or, The Court of Intrigue                                                                           | Nina Vanna           | Cortometraggio       |
| 1936 | Destino di sangue (Tudor Rose)                                                                                      | Nova Pilbeam         |                      |
| 1955 | "The Last Day of an English Queen (Lady Jane Grey, executed February 12, 1554)", episodio della serie You Are There | Gloria Talbott       |                      |
| 2011 | The Forgotten Martyr: Lady Jane Grey                                                                                | Jerica Henline       | Cortometraggio       |
| 1986 | Lady Jane (Lady Jane)                                                                                               | Helena Bonham Carter |                      |
| 2018 | England's Forgotten Queen: The Life and Death of Lady Jane Grey                                                     | Eilidh Loan          | Miniserie televisiva |
| 2022 | Becoming Elizabeth                                                                                                  | Bella Ramsey         | Miniserie            |
| 2024 | My Lady Jane | Emily Bader          | Miniserie            |

## Genealogia dei Tudor
|                         |                         |                         |                         |                         |                         |                         |                         |                  |                  |                  |                  |                |                | Enrico VII d'Inghilterra | Enrico VII d'Inghilterra | Enrico VII d'Inghilterra | Enrico VII d'Inghilterra | Enrico VII d'Inghilterra | Enrico VII d'Inghilterra |                            |                            |                            |                            |                            |                            | Elisabetta di York       | Elisabetta di York       | Elisabetta di York       | Elisabetta di York       | Elisabetta di York       | Elisabetta di York       |                |                |                 |                 |                 |                 |                 |                 |                 |                 |                 |                 |                   |                   |                   |                   |                   |                   |  |  |  |  |  |  |  |  |  |  |  |  |  |  |  |  |  |  |  |  |  |  |  |  |  |  |  |  |  |  |  |  |  |  |  |  |  |  |  |  |  |  |  |  |
|                         |                         |                         |                         |                         |                         |                         |                         |                  |                  |                  |                  |                |                | Enrico VII d'Inghilterra | Enrico VII d'Inghilterra | Enrico VII d'Inghilterra | Enrico VII d'Inghilterra | Enrico VII d'Inghilterra | Enrico VII d'Inghilterra |                            |                            |                            |                            |                            |                            | Elisabetta di York       | Elisabetta di York       | Elisabetta di York       | Elisabetta di York       | Elisabetta di York       | Elisabetta di York       |                |                |                 |                 |                 |                 |                 |                 |                 |                 |                 |                 |                   |                   |                   |                   |                   |                   |  |  |  |  |  |  |  |  |  |  |  |  |  |  |  |  |  |  |  |  |  |  |  |  |  |  |  |  |  |  |  |  |  |  |  |  |  |  |  |  |  |  |  |  |
|                         |                         |                         |                         |                         |                         |                         |                         |                  |                  |                  |                  |                |                |                          |                          |                          |                          |                          |                          |                            |                            |                            |                            |                            |                            |                          |                          |                          |                          |                          |                          |                |                |                 |                 |                 |                 |                 |                 |                 |                 |                 |                 |                   |                   |                   |                   |                   |                   |  |  |  |  |  |  |  |  |  |  |  |  |  |  |  |  |  |  |  |  |  |  |  |  |  |  |  |  |  |  |  |  |  |  |  |  |  |  |  |  |  |  |  |  |
|                         |                         |                         |                         |                         |                         |                         |                         |                  |                  |                  |                  |                |                |                          |                          |                          |                          |                          |                          |                            |                            |                            |                            |                            |                            |                          |                          |                          |                          |                          |                          |                |                |                 |                 |                 |                 |                 |                 |                 |                 |                 |                 |                   |                   |                   |                   |                   |                   |  |  |  |  |  |  |  |  |  |  |  |  |  |  |  |  |  |  |  |  |  |  |  |  |  |  |  |  |  |  |  |  |  |  |  |  |  |  |  |  |  |  |  |  |
|                         |                         |                         |                         | Margherita Tudor        | Margherita Tudor        | Margherita Tudor        | Margherita Tudor        | Margherita Tudor | Margherita Tudor |                  |                  |                |                |                          |                          |                          |                          |                          |                          | Enrico VIII d'Inghilterra  | Enrico VIII d'Inghilterra  | Enrico VIII d'Inghilterra  | Enrico VIII d'Inghilterra  | Enrico VIII d'Inghilterra  | Enrico VIII d'Inghilterra  |                          |                          |                          |                          |                          |                          |                |                |                 |                 |                 |                 | Maria Tudor     | Maria Tudor     | Maria Tudor     | Maria Tudor     | Maria Tudor     | Maria Tudor     |                   |                   |                   |                   |                   |                   |  |  |  |  |  |  |  |  |  |  |  |  |  |  |  |  |  |  |  |  |  |  |  |  |  |  |  |  |  |  |  |  |  |  |  |  |  |  |  |  |  |  |  |  |
|                         |                         |                         |                         | Margherita Tudor        | Margherita Tudor        | Margherita Tudor        | Margherita Tudor        | Margherita Tudor | Margherita Tudor |                  |                  |                |                |                          |                          |                          |                          |                          |                          | Enrico VIII d'Inghilterra  | Enrico VIII d'Inghilterra  | Enrico VIII d'Inghilterra  | Enrico VIII d'Inghilterra  | Enrico VIII d'Inghilterra  | Enrico VIII d'Inghilterra  |                          |                          |                          |                          |                          |                          |                |                |                 |                 |                 |                 | Maria Tudor     | Maria Tudor     | Maria Tudor     | Maria Tudor     | Maria Tudor     | Maria Tudor     |                   |                   |                   |                   |                   |                   |  |  |  |  |  |  |  |  |  |  |  |  |  |  |  |  |  |  |  |  |  |  |  |  |  |  |  |  |  |  |  |  |  |  |  |  |  |  |  |  |  |  |  |  |
|                         |                         |                         |                         |                         |                         |                         |                         |                  |                  |                  |                  |                |                |                          |                          |                          |                          |                          |                          |                            |                            |                            |                            |                            |                            |                          |                          |                          |                          |                          |                          |                |                |                 |                 |                 |                 |                 |                 |                 |                 |                 |                 |                   |                   |                   |                   |                   |                   |  |  |  |  |  |  |  |  |  |  |  |  |  |  |  |  |  |  |  |  |  |  |  |  |  |  |  |  |  |  |  |  |  |  |  |  |  |  |  |  |  |  |  |  |
| Giacomo V di Scozia     | Giacomo V di Scozia     | Giacomo V di Scozia     | Giacomo V di Scozia     | Giacomo V di Scozia     | Giacomo V di Scozia     | Margaret Douglas        | Margaret Douglas        | Margaret Douglas | Margaret Douglas | Margaret Douglas | Margaret Douglas |                |                | Maria I d'Inghilterra    | Maria I d'Inghilterra    | Maria I d'Inghilterra    | Maria I d'Inghilterra    | Maria I d'Inghilterra    | Maria I d'Inghilterra    | Elisabetta I d'Inghilterra | Elisabetta I d'Inghilterra | Elisabetta I d'Inghilterra | Elisabetta I d'Inghilterra | Elisabetta I d'Inghilterra | Elisabetta I d'Inghilterra | Edoardo VI d'Inghilterra | Edoardo VI d'Inghilterra | Edoardo VI d'Inghilterra | Edoardo VI d'Inghilterra | Edoardo VI d'Inghilterra | Edoardo VI d'Inghilterra |                |                | Frances Brandon | Frances Brandon | Frances Brandon | Frances Brandon | Frances Brandon | Frances Brandon | Eleanor Brandon | Eleanor Brandon | Eleanor Brandon | Eleanor Brandon | Eleanor Brandon   | Eleanor Brandon   |                   |                   |                   |                   |  |  |  |  |  |  |  |  |  |  |  |  |  |  |  |  |  |  |  |  |  |  |  |  |  |  |  |  |  |  |  |  |  |  |  |  |  |  |  |  |  |  |  |  |
| Giacomo V di Scozia     | Giacomo V di Scozia     | Giacomo V di Scozia     | Giacomo V di Scozia     | Giacomo V di Scozia     | Giacomo V di Scozia     | Margaret Douglas        | Margaret Douglas        | Margaret Douglas | Margaret Douglas | Margaret Douglas | Margaret Douglas |                |                | Maria I d'Inghilterra    | Maria I d'Inghilterra    | Maria I d'Inghilterra    | Maria I d'Inghilterra    | Maria I d'Inghilterra    | Maria I d'Inghilterra    | Elisabetta I d'Inghilterra | Elisabetta I d'Inghilterra | Elisabetta I d'Inghilterra | Elisabetta I d'Inghilterra | Elisabetta I d'Inghilterra | Elisabetta I d'Inghilterra | Edoardo VI d'Inghilterra | Edoardo VI d'Inghilterra | Edoardo VI d'Inghilterra | Edoardo VI d'Inghilterra | Edoardo VI d'Inghilterra | Edoardo VI d'Inghilterra |                |                | Frances Brandon | Frances Brandon | Frances Brandon | Frances Brandon | Frances Brandon | Frances Brandon | Eleanor Brandon | Eleanor Brandon | Eleanor Brandon | Eleanor Brandon | Eleanor Brandon   | Eleanor Brandon   |                   |                   |                   |                   |  |  |  |  |  |  |  |  |  |  |  |  |  |  |  |  |  |  |  |  |  |  |  |  |  |  |  |  |  |  |  |  |  |  |  |  |  |  |  |  |  |  |  |  |
|                         |                         |                         |                         |                         |                         |                         |                         |                  |                  |                  |                  |                |                |                          |                          |                          |                          |                          |                          |                            |                            |                            |                            |                            |                            |                          |                          |                          |                          |                          |                          |                |                |                 |                 |                 |                 |                 |                 |                 |                 |                 |                 |                   |                   |                   |                   |                   |                   |  |  |  |  |  |  |  |  |  |  |  |  |  |  |  |  |  |  |  |  |  |  |  |  |  |  |  |  |  |  |  |  |  |  |  |  |  |  |  |  |  |  |  |  |
| Maria, regina di Scozia | Maria, regina di Scozia | Maria, regina di Scozia | Maria, regina di Scozia | Maria, regina di Scozia | Maria, regina di Scozia | Enrico Stuart           | Enrico Stuart           | Enrico Stuart    | Enrico Stuart    | Enrico Stuart    | Enrico Stuart    | Charles Stuart | Charles Stuart | Charles Stuart           | Charles Stuart           | Charles Stuart           | Charles Stuart           |                          |                          |                            |                            |                            |                            | Jane Grey                  | Jane Grey                  | Jane Grey                | Jane Grey                | Jane Grey                | Jane Grey                | Catherine Grey           | Catherine Grey           | Catherine Grey | Catherine Grey | Catherine Grey  | Catherine Grey  | Mary Grey       | Mary Grey       | Mary Grey       | Mary Grey       | Mary Grey       | Mary Grey       |                 |                 | Margaret Clifford | Margaret Clifford | Margaret Clifford | Margaret Clifford | Margaret Clifford | Margaret Clifford |  |  |  |  |  |  |  |  |  |  |  |  |  |  |  |  |  |  |  |  |  |  |  |  |  |  |  |  |  |  |  |  |  |  |  |  |  |  |  |  |  |  |  |  |
| Maria, regina di Scozia | Maria, regina di Scozia | Maria, regina di Scozia | Maria, regina di Scozia | Maria, regina di Scozia | Maria, regina di Scozia | Enrico Stuart           | Enrico Stuart           | Enrico Stuart    | Enrico Stuart    | Enrico Stuart    | Enrico Stuart    | Charles Stuart | Charles Stuart | Charles Stuart           | Charles Stuart           | Charles Stuart           | Charles Stuart           |                          |                          |                            |                            |                            |                            | Jane Grey                  | Jane Grey                  | Jane Grey                | Jane Grey                | Jane Grey                | Jane Grey                | Catherine Grey           | Catherine Grey           | Catherine Grey | Catherine Grey | Catherine Grey  | Catherine Grey  | Mary Grey       | Mary Grey       | Mary Grey       | Mary Grey       | Mary Grey       | Mary Grey       |                 |                 | Margaret Clifford | Margaret Clifford | Margaret Clifford | Margaret Clifford | Margaret Clifford | Margaret Clifford |  |  |  |  |  |  |  |  |  |  |  |  |  |  |  |  |  |  |  |  |  |  |  |  |  |  |  |  |  |  |  |  |  |  |  |  |  |  |  |  |  |  |  |  |
|                         |                         |                         |                         |                         |                         |                         |                         |                  |                  |                  |                  |                |                |                          |                          |                          |                          |                          |                          |                            |                            |                            |                            |                            |                            |                          |                          |                          |                          |                          |                          |                |                |                 |                 |                 |                 |                 |                 |                 |                 |                 |                 |                   |                   |                   |                   |                   |                   |  |  |  |  |  |  |  |  |  |  |  |  |  |  |  |  |  |  |  |  |  |  |  |  |  |  |  |  |  |  |  |  |  |  |  |  |  |  |  |  |  |  |  |  |
|                         |                         | Giacomo I d'Inghilterra | Giacomo I d'Inghilterra | Giacomo I d'Inghilterra | Giacomo I d'Inghilterra | Giacomo I d'Inghilterra | Giacomo I d'Inghilterra |                  |                  |                  |                  |                |                | Arbella Stuart           | Arbella Stuart           | Arbella Stuart           | Arbella Stuart           | Arbella Stuart           | Arbella Stuart           |                            |                            |                            |                            |                            |                            |                          |                          |                          |                          |                          |                          |                |                |                 |                 |                 |                 |                 |                 |                 |                 |                 |                 | ebbe discendenza  | ebbe discendenza  | ebbe discendenza  | ebbe discendenza  | ebbe discendenza  | ebbe discendenza  |  |  |  |  |  |  |  |  |  |  |  |  |  |  |  |  |  |  |  |  |  |  |  |  |  |  |  |  |  |  |  |  |  |  |  |  |  |  |  |  |  |  |  |  |
|                         |                         | Giacomo I d'Inghilterra | Giacomo I d'Inghilterra | Giacomo I d'Inghilterra | Giacomo I d'Inghilterra | Giacomo I d'Inghilterra | Giacomo I d'Inghilterra |                  |                  |                  |                  |                |                | Arbella Stuart           | Arbella Stuart           | Arbella Stuart           | Arbella Stuart           | Arbella Stuart           | Arbella Stuart           |                            |                            |                            |                            |                            |                            |                          |                          |                          |                          |                          |                          |                |                |                 |                 |                 |                 |                 |                 |                 |                 |                 |                 | ebbe discendenza  | ebbe discendenza  | ebbe discendenza  | ebbe discendenza  | ebbe discendenza  | ebbe discendenza  |  |  |  |  |  |  |  |  |  |  |  |  |  |  |  |  |  |  |  |  |  |  |  |  |  |  |  |  |  |  |  |  |  |  |  |  |  |  |  |  |  |  |  |  |